# Estación del Puerto de Sines
La Estación Ferroviaria del Puerto de Sines, también conocida como Estación del Puerto de Sines, es una estación satélite de la Línea de Sines, que se sitúa en el ayuntamiento de Sines, en Portugal.

## Descripción

### Vías y plataformas
En enero de 2011, presentaba cinco vías de circulación, con 52 a 668 metros de longitud, no contando con ninguna plataforma.